# HOUSE OF TORTURE
HOUSE OF TORTURE（ハウス・オブ・トーチャー）は、新日本プロレスのヒールユニット。

## 概要

### 結成の経緯
CHAOSに加入し、若手時代からYOHとのタッグで活躍を続けていたSHOであったが、2021年8月に行われたSUPER Jr. TAG LEAGUEにおいて、精彩を欠くYOHに対し不満を募らせていた。そんな中、8月16日の公式戦後、突如SHOがYOHに対し攻撃を加え、決別した。そして、9月4日のメットライフドーム大会にて、両者のシングルマッチが組まれる事となった。
迎えた当日、SHOは椅子攻撃や急所攻撃などラフファイトを駆使し、YOHに勝利。試合後には、EVIL、高橋裕二郎、ディック東郷らが見守る中、SHOはBULLET CLUB（以降BC）のTシャツに袖を通した。試合後のバックステージでEVILは、チーム名をHOUSE OF TORTURE（拷問の館）（以降H.O.T）とする事を明かした。

### ユニットの特徴

#### 反則行為・ファイトスタイル、BCでの立場
ケイン（高橋）やトーチャーツール（SHO）、プッシュアップバー（成田）、スポイラーズチョーカー（東郷）、ウイスキー（金丸）など、メンバーのほとんどが凶器を使用する他、急所攻撃、乱入などが頻繁に行われている。この他に会場の照明を暗転させ、試合を妨害することもあり、BCの中では反則行為や手段を選ばぬ戦法が非常に目立っている。
ユニット結成後は、H.O.T以外のBCのメンバー（主に外国人メンバー）とは共闘することが基本的になく、H.O.T単体でタッグを組まれることや行動することがほとんどである。また、BC同門対決のときにも、前述の反則行為を容赦なく行ったり、おとなしく勝ちを譲るよう要求したりしている。そのため、他のBCメンバーから、リーダーのEVILをはじめとしたH.O.Tのファイトスタイルや反則行為に関して指摘や批判をされることも多い。
事実上は、BCに在籍していたが、ユニットとしてほぼ独立・孤立した立場となっていた。

#### WAR DOGSとの対立・抗争、BC追放
このように、H.O.Tは結成以降、BCの中では独立・孤立していた立場であると同時に、数多くの反則行為を繰り返すなどしているため、他のBCのメンバーからも多く指摘や批判をされてきた。なかでも、WAR DOGSのデビッド・フィンレー、ゲイブ・キッドは、H.O.Tを酷評して批判していた。WAR DOGSとは、2023年のG1 CLIMAXでのデビッド・フィンレーとEVILの試合を機に、徐々に遺恨を深めることとなった。双方において本格的な対立はないものの、お互いに共闘する気は一切なく、冷戦といえる状態になっていた。
しかしながら、2025年2月11日に大阪府立体育会館大会で行われた辻陽太とゲイブ・キッドの試合後にH.O.Tが乱入し、辻だけでなく、ゲイブと英語解説席にいたクラーク・コナーズにも暴行を加え、WAR DOGSをBCから追放すると宣言。それ以降、双方明確な分裂状態となった。同年3月のNEW JAPAN CUPシリーズより、H.O.TとWAR DOGSの対戦カードが多く組まれ、連日抗争が激化していった。さらに、こうした状況の中、同年5月3日の福岡国際センターでの大会で「ドッグパウンドケージマッチ 　〜Losers Leave BULLET CLUB〜」が組まれ、敗者チームはBCから追放されることが決定した。
迎えた当日、序盤からリングは混沌に包まれ、イスやチェーン、竹刀、テーブルといった凶器が乱舞し、一部の選手は血を流すなどあったが、最後は敗れてしまい、H.O.Tは完全にBC追放となった。

## 略歴

### 2021年
- 9月5日、メットライフドーム大会でEVILがIWGP世界ヘビー級王座を保持する鷹木信悟に挑戦したが敗れた[4]。
- 9月、EVILと高橋がG1 CLIMAXにエントリーするも、予選落ちに終わる。
- 11月6日大阪大会にて後藤洋央紀、石井智宏、YOSHI-HASHIの保持するNEVER無差別級6人タッグ王座に挑戦し勝利。王者組の連続防衛記録を9で止め、新王者となる[5]。
- 11月、同時開催となったWORLD TAG LEAGUEにEVIL&高橋組、BEST OF THE SUPER Jr.にSHOが出場したが、両者とも優勝はならなかった。

### 2022年
- 1月4日、東京ドーム大会にてEVILが石井を下しNEVER無差別級王座を奪取[6]。またSHOがYOHとの2回目のシングルマッチに敗れた。
- 1月5日、東京ドーム大会にてEVIL&高橋&SHO組が後藤&YOSHI-HASHI&YOH組を下し、NEVER無差別級6人タッグ王座初防衛に成功する[7]。
- 1月8日、横浜アリーナ大会で行われたプロレスリング・ノアとの対抗戦においてSHOが小峠篤司に勝利するも、EVIL&東郷組が潮崎豪&マサ北宮組に敗れた[8][9]。
- 2月11日、仙台大会にてSHOがYOHとの3度目のシングルマッチに勝利。
- 2月13日、大阪大会にてEVILが石井とのランバージャック・デスマッチに勝利し、NEVER無差別級王座初防衛に成功する[10]。
- 2月19日、札幌大会にてEVIL&高橋組が後藤&YOSHI-HASHI組の保持するIWGPタッグ王座に挑戦するも、敗れた[11]。
- 2月20日、札幌大会にて、EVIL&高橋&SHO組が後藤&YOSHI-HASHI&YOHを下し、NEVER無差別級6人タッグ王座2度目の防衛[12]。

### 2023年
- 9月24日、「DESTRUCTION in KOBE」でのタイチ対SHOのKOPW2023争奪戦中、欠場中の金丸義信が突如として現れ、リング上でタイチにウイスキーを吹きかけると、Just 5 Guysを裏切ってSHOの勝利をアシストし、HOUSE OF TORTUREに加入した[13]。
- 11月29日、「WORLD TAG LEAGUE 2023」にてEVIL&高橋&SHO組とビショップ・カーン&トーア・リオナ&中島佑斗組の前哨戦後ビショップ・カーン、トーア・リオナが突如としてHOUSE OF TORTUREに加入。しかし12月1日、カーンとリオナがEVIL、高橋組との試合開始前にHOUSE OF TURTUREを脱退した。
- 12月6日、「WORLD TAG LEAGUE 2023」にてEVIL&高橋組と成田蓮&海野翔太組の試合中に成田が椅子を持ち出して花道から見物、海野がHOUSE OF TURTUREを1人で分断した。だが、そこに成田が裏切りのスリーパーホールドで海野を締め、結果はEVILからの3カウントでEVIL&高橋組の勝利となった。試合後、成田はHOUSE OF TURTUREのTシャツを渡され着用し、加入した。

### 2025年
- 1月30日、仙台大会にて成田&裕二郎&SHOが棚橋&矢野&ボルチン・オレッグを下し、NEVER無差別級6人タッグ王座を奪取。

- 2月11日、大阪大会にて、辻陽太とゲイブ・キッドによるIWGP GLOBALヘビー級選手権試合が両者KOにより引き分けとなった。その直後、HOUSE OF TORTUREが乱入。辻だけでなく、ゲイブと英語解説席にいたクラーク・コナーズにも暴行を加えると同時に、EVILがWAR DOGSのBULLET CLUBからの追放を一方的に宣言。以降、WAR DOGSとHOUSE OF TORTUREは内紛状態となる。

- 5月3日、WAR DOGSとの「ドッグパウンドケージマッチ 　〜Losers Leave BULLET CLUB〜」に敗れ、BULLET CLUBから追放された[14]。

- 6月15日、大阪城ホール大会の第1試合にて、戦前から予告されていたXとして、バッドラック・ファレがドン・ファレのリングネームで登場。試合後には、ファレのタッグパートナーであるチェーズ・オーエンズも加入した。さらに、第4試合のIWGPジュニアタッグ王座戦において、負傷した金丸の代打として欠場中だったJust 4 GuysのDOUKIが登場し、HOUSE OF TORTUREに加入し、SHOとのタッグで同王座を奪取した。

## メンバー
- EVIL（結成 - ）（リーダー）
- 高橋裕二郎（結成 - ）
- SHO（結成 - ）
- ディック東郷（結成 - ）
- 金丸義信（2023年9月24日 - ）
- 成田蓮 （2023年12月6日 - ）
- SANADA（2025年4月5日 - ）
- ドン・ファレ（2025年6月15日 - ）
- チェーズ・オーエンズ（2025年6月15日 - ）
- DOUKI（2025年6月15日 - ）

## 元メンバー
- ビショップ・カーン（2023年11月29日 - 12月1日 脱退）
- トーア・リオナ（2023年11月29日 - 12月1日 脱退）
- ジャック・ペリー（2024年3月6日 - 5月11日 AEWに復帰・離脱）

## タイトル歴
- EVIL
  - NEVER無差別級王座（第35代、第43代）
- EVIL&高橋裕二郎&SHO
  - NEVER無差別級6人タッグ王座（第22代、第24代）
- SHO
  - KOPW2023（第3代）
  - IWGPジュニアヘビー級王座（第95代）
- SHO&DOUKI
  - IWGPジュニアタッグ王座（第79代）
- 成田蓮
  - NJPW WORLD認定TV王座（第6代）
- 成田蓮&高橋裕二郎&SHO
  - NEVER無差別級6人タッグ王座（第30代）